# Moulin de Courcelles-lès-Lens
De Moulin de Courcelles-lès-Lens is een windmolen te Courcelles-lès-Lens van het type ronde stenen molen.

## Geschiedenis
Deze molen bestond reeds in 1789 en was in bedrijf tot 1903. Tijdens de Eerste Wereldoorlog werden de wieken verwijderd en werd de molen als uitkijkpost gebruikt door de Duitse bezetter. In deze hoedanigheid werd de molen ook door een granaat getroffen, die zich een weg dwars door de molenromp boorde. Na de oorlog werd de molen verlaten en verviel. Gedurende de jaren 80 van de 20e eeuw waren er plannen om de vervallen molen te slopen, doch deze plannen werden verhinderd.
De in slechte staat verkerende molen werd, nadat hij door de gemeente was aangekocht, gerestaureerd. In 2007 werd de romp opnieuw opgemetseld, in 2008 werd het timmerwerk en de maalinrichting aangebracht en op het einde van dat jaar werd de kap geplaatst. Vervolgens werd het wiekenkruis gemonteerd. December 2013 brak bij storm echter een wiek af, terwijl een andere beschadigd werd.